# خالد بن أبي الهياج
خالد بن أبي الهيَّاج ويعرف في بعض المراجع خالد بن الهياج خطاط أموي، اشتهر بكثرة كتابته للمصاحف والتجويد بها. ويعد الهياج من أفضل خطاطي العصرين الأموي والعباسي.

## سيرته
جاء في الفهرست لابن النديم أن أول من كتب المصاحف في الصدر الأول ووصف بحسن الخط هو خالد بن أبي الهياج. كان ابن أبي الهياج كاتباً للخليفة الأموي الوليد بن عبد الملك، كان كتب له المصاحف والأشعار والأخبار، وهو الذي كتب في قبلة المسجد النبوي في المدينة المنورة بالذهب من سورة الشمس إلى آخر القرآن. وكان عمر بن عبد العزيز ممن اطلع على خط ابن أبي الهياج وأعجب به، وطلب منه أن يكتب له مصحفاً تفنن في خطه، فقلبه عمر واستحسنه إلا أنه استكثر ثمنه فرده عليه.